# Plocama somaliensis
Plocama somaliensis är en måreväxtart som först beskrevs av Christian Puff, och fick sitt nu gällande namn av Maria Backlund och Mats Thulin. Plocama somaliensis ingår i släktet Plocama och familjen måreväxter. Inga underarter finns listade i Catalogue of Life.